# Касимово (Уфа)
Касимово (прежние названия — Касимовка, Никольское) — посёлок Князевского сельсовета Уфимского района, включенный в 1988 году в состав Уфы. Сейчас находится в микрорайоне Шакша. в 1952 г. село Касимово входило в Шакшинский сельсовет, находясь в 4 км от центра сельсовета — посёлок станции Шакша.

## Известные жители
Бывшее имение Аксаковых. В Касимово родился Григорий Иванович Салманов — советский военачальник, генерал армии.

## История
Первый из известных документов о селн -«купчая от 30 января 1728 года вдовы подьячего Уфимской канцелярии Натальи Афанасьевны Курагиной с сыновьями подполковнику Уфимского гарнизона Дмитрию Сидоровичу Шинкееву на своё поместье, крестьян и дворовых людей». Согласно этому документу, владелица уступила «деревню Касимово с усадьбами, со всяким хоромным строением и с мельницею, и с пахотной землею и сенными покосами и со всякими угодьями на речке Шакша» за 200 рублей.
Указ Президиума ВС РСФСР от 14.01.1988 N 8131-IX «ОБ УТВЕРЖДЕНИИ ВКЛЮЧЕНИЯ В СОСТАВ ГОРОДА УФЫ БАШКИРСКОЙ АССР СЕЛА КАСИМОВО» гласил:
Утвердить произведенное Президиумом Верховного Совета Башкирской АССР включение в состав города Уфы поселка Касимово Князевского сельсовета Уфимского района с территорией общей площадью 396,9 га согласно представленному плану.

## Демография
Справочник «Полный список населенных мест Уфимской губернии за 1870 год» приводит такие данные: 122 жителя и 28 дворов. В 1896 году в селе 30 дворов и 237 жителей (125 мужчин и 112 женщин). В 1902 году Касимово насчитывало 26 дворов и 149 жителей. В 1906 году в селе жило 208 человек: 112 мужчин и 96 женщин.

## Работа
В 19 веке занимались пчеловодством. В конце века была церковь, училище, хлебо-запасный магазин, бакалейная лавка, водяная мукомольная мельница, казенная винная лавка. В начале 20 века основное занятие — земледелие.